# Krakov (motorfiets)
Krakov is een historische Russische merknaam voor motorfietsen.
De Krakov-modellen waren waarschijnlijk bestaande motoren van andere fabrieken. Zo was de Krakov 125 een Minsk en de Krakov 175 leek sterk op een Voschod, hetgeen niet verwonderlijk was, want Krakov heet tegenwoordig Voschod.